# Daniel Naroditsky
Daniel Naroditsky (San Mateo, Califòrnia, 9 de novembre de 1995), també conegut com a Danya, és un jugador d'escacs estatunidenc, que té el títol de Gran Mestre Internacional des de 2013. Va publicar el seu primer llibre d'escacs als 14 anys.
A la llista d'Elo de la FIDE del gener de 2022, hi tenia un Elo de 2616 punts, cosa que en feia el jugador número 16 (en actiu) dels Estats Units, i el número 178 del rànquing mundial. El seu màxim Elo va ser de 2646 punts, a la llista de l'agost de 2016.

## Resultats destacats en competició
Naroditsky va aprendre a jugar als escacs a sis anys del seu pare, Vladimir. El maig de 2007, va guanyar el campionat d'escacs K-12 del nord de Califòrnia, el jugador més jove a fer-ho. Més tard aquell any, Naroditsky va guanyar el Campionat Mundial d'Escacs sub-12 amb 9½/11. El maig de 2008, va guanyar el campionat d'escacs del nord de Califòrnia 9-12.
A l'Open dels Estats Units de 2010, Naroditsky va fer-hi 7½/9 i acabà darrere del Gran Mestre Alejandro Ramírez empatat als llocs segon a cinquè amb els Grans Mestres Alexander Shabalov i Varuzhan Akobian. Naroditsky va jugar al campionat d'escacs dels Estats Units de 2011, però va acabar amb més derrotes que victòries. El juliol de 2011 va obtenir la seva primera norma de Gran Mestre. Va guanyar la seva segona norma de Gran Mestre a l'Obert de Filadèlfia del 2013 empatant al primer lloc amb el GM Fidel Jimenez. El 2014, Naroditsky va empatar entre el 1r i el 5è amb Timur Gareev, Dávid Bérczes, Siarhei Azàrau i Sam Shankland al Millionaire Chess Open de Las Vegas, Nevada.
El març de 2014, Naroditsky va rebre la Samford Chess Fellowship.
Naroditsky va escriure "The Practical Endgame", una columna a la revista Chess Life.
Està actiu a YouTube i Twitch, on té més de 100.000 subscriptors i seguidors respectivament. Juga a Chess.com amb el nick DanielNaroditsky, i a Lichess.org amb el nick RebeccaHarris.

## Vida personal
Els pares de Naroditsky són jueus de Rússia. Naroditsky es va graduar a la Universitat Stanford el 2019 amb una llicenciatura en història. Viu a Charlotte, Carolina del Nord, on treballa com a Gran Mestre resident del Charlotte Chess Center.

## Llibres
- Naroditsky, Daniel. Mastering Positional Chess.  New In Chess, 2010. ISBN 978-90-5691-310-6.
- Naroditsky, Daniel. Mastering Complex Endgames.  New In Chess, 2012. ISBN 978-9056914059.